# Vogelbescherming Vlaanderen
Vogelbescherming Vlaanderen is een Belgische natuurbeschermingsorganisatie die zich inzet voor vogels. Aanvankelijk was het de Vlaamse afdeling van het Koninklijk Belgisch Verbond voor de Bescherming van de Vogels (KBVBV).

## Geschiedenis
In 1922 werd de KBVBV opgericht als eerste nationale natuurbeschermingsvereniging, die in april 1996 werd opgedeeld in een regionale afdeling voor Wallonië, Brussel en Vlaanderen. Op 28 juni 2002 werd onder auspiciën van de KBVBV de zelfstandige vereniging Vogelbescherming Vlaanderen vzw opgericht met oog op:
- de verbetering van de wetgeving voor bescherming van de natuur en vogels in het bijzonder
- het beheer van een aantal natuurgebieden
- de coördinatie van een keten van opvangcentra voor vogels en wilde zoogdieren in nood, dat bijvoorbeeld bij olierampen in actie komt
- natuur- en milieueducatie
- de coördinatie van de activiteiten van een aantal werkgroepen, onder andere voor de bescherming van de kerkuil en de huismus

Sinds 1926 geeft de KBVBV een tijdschrift uit voor studie en bescherming van de Europese avifauna, vanaf 1976 getiteld Mens & Vogel. Het verschijnt vier keer per jaar en de gemiddelde oplage is 13.000 exemplaren.
Vogelbescherming Vlaanderen is geen partner van BirdLife International zoals Vogelbescherming Nederland. In België is de BirdLifepartner de natuurorganisatie Natuurpunt.
Hoewel Vogelbescherming Vlaanderen zich in de eerste plaats met vogelbescherming bezighoudt, is ze bijvoorbeeld ook actief tegenstander van de jacht op de vos. Ze beschouwt de vos als een belangrijk dier in het ecosysteem.